# Kea (đảo)
Đảo Kea là một đảo trong quần đảo Cyclades trong biển Aegea, Hy Lạp. Kea thuộc đơn vị hành chính Kea-Kythnos. Thủ phủ của nó, Ioulis, nằm trong nội địa tại một nơi cao để tránh hải tặc. Đảo có diện tích 128.9 km2, dân số năm 2001 là 2417 người.